# Município de Elevation (condado de Johnston, Carolina do Norte)
O município de Elevation (em inglês: Elevation Township) é um localização localizado no  condado de Johnston no estado estadounidense da Carolina do Norte. No ano 2010 tinha uma população de 6.684 habitantes.

## Geografia
O município de Elevation encontra-se localizado nas coordenadas 35° 28′ 12,58″ N, 78° 30′ 53,03″ O.